# Heinkel HD 24
Хейнкель HD 24 (нем. Heinkel HD  24) — немецкий учебно-тренировочный самолёт. Heinkel HD 24 был спроектирован для соревнований Deutschen Seeflug-Wettbewerb, проводимых в 1926 году. Два самолёта были оснащены двигателями BMW IV 320 л. с. На соревнованиях самолёт занял 3-е место.

## Эксплуатация
Интерес к самолёту произвели ВМС Швеции, согласно контракту было заказано 6 самолетов, из которых два первых строились на заводе Heinkel в Варнемюнде и были поставлены заказчику в ноябре 1926 года, а остальные четыре — в шведском филиале Svenska Aero. Эти самолеты поступили 1927—1928 г. г. Первоначально HD 24, получившие шведское обозначение Sk.4, были оборудованы двигателем Daimler D IIIa мощностью 180 л. с.
23 самолёта было построено для лётной школы Deutsche Verkehrsfli egerschule. Один самолет был продан в Китай.
Летчик Гюнтер Плюшов на самолёте HD 24W совершил перелет по Южной Америке, описанный им позднее в книге «Silberkondor über Feuerland».

## Лётно-технические характеристики

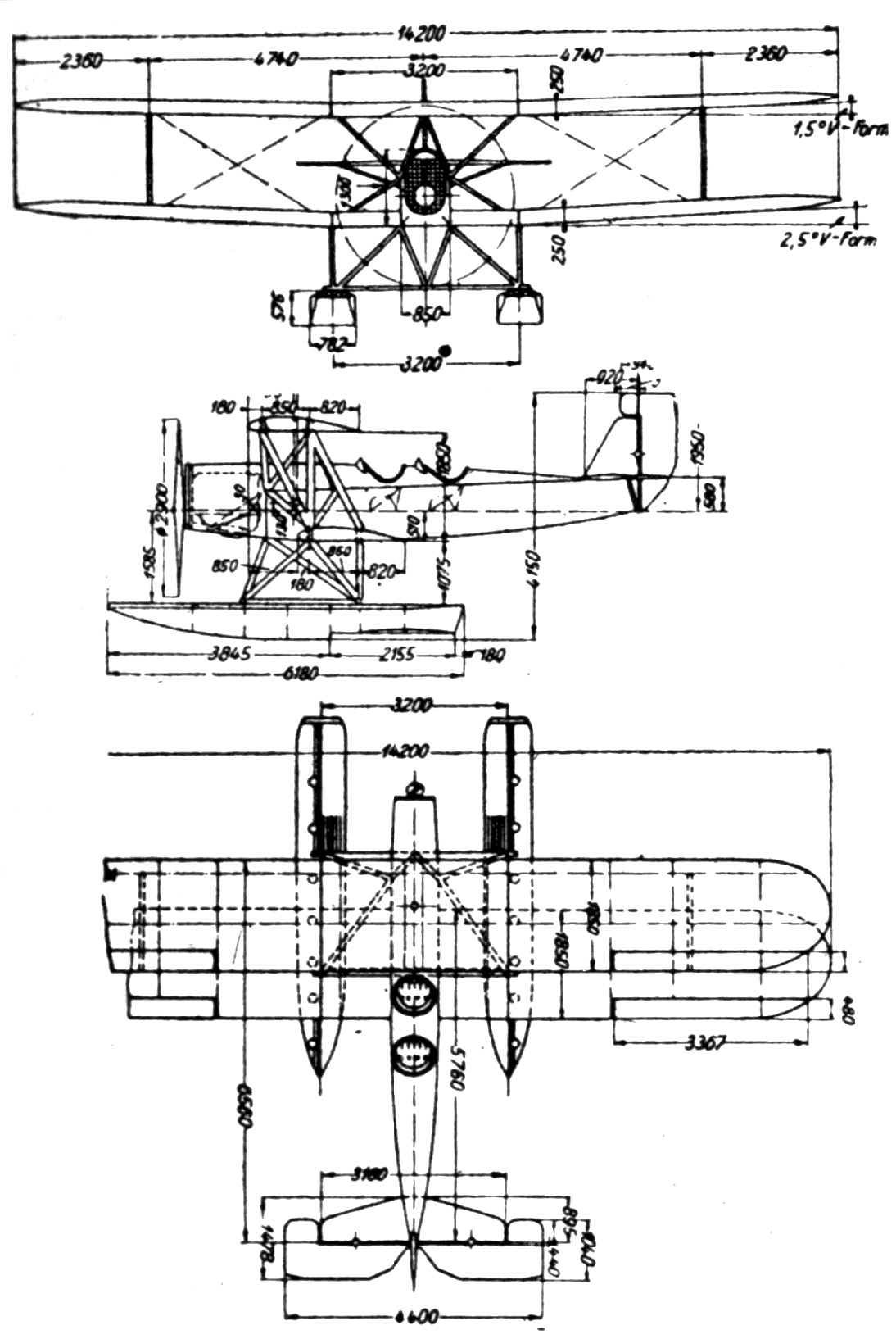
Heinkel HD 24

| Размах крыла, м                 | 14,20       |
| Длина (на поплавках), м         | 8.60 (9.69) |
| Высота (на поплавках), м        | 3,84 (4,15) |
| Площадь крыла, м2               | 50,10       |
| Масса, кг                       |             |
| пустого самолета (на поплавках) | 1300 (1500) |
| нормальная взлетная             | 2150        |
| Тип двигателя                   | 1 ПД BMW IV |
| Мощность, л. с.                 | 1 х 320     |
| Максимальная скорость, км/ч     | 180 (168)   |
| Крейсерская скорость, км/ч      | 160         |
| Скороподъемность, м/мин         | 258         |
| Практический потолок, м         | 4500        |
| Экипаж, чел                     | 2           |